# Wimbledon (Stany Zjednoczone)
Wimbledon – miasto w Stanach Zjednoczonych, w stanie Dakota Północna, w hrabstwie Barnes.